# Марголин, Самуил Акимович
Самуил Акимович Марголин (Микаэло; 1893—1953, Москва) — российский театральный режиссёр
 и театральный критик.

## Биография
В 1916 году окончил Коммерческий институт в Киеве. Театральной деятельностью занимался с 1920 года. Ставил спектакли на идише и русском языке в театрах Украины и Москве.
Как автор известен с 1920-х годов. Автор статей об известных деятелях искусства. Известны его рецензии постановок советской театральной сцены на идише (Театра «Габима» и других).

## Театральные постановки

### Украинский государственный еврейский театр
- 1928 — «Дер бесерер менч» («Лучший человек», комедия-буфф)

### Одесский государственный еврейский театр
- 1937 — «Ни бе, ни ме…» по А.Гольдфадену (водевиль)

### Театр им. МГСПС

#### Режиссёр
- 1935 — «Профессор Мамлок» Ф.Вольфа (совм. с К. А. Давидовским)
- 1936 — «Хлопчик» М.Даниэля (совм. с Минаевым),
- 1938 — «Последняя жертва» А. Н. Островского (совм. с В. В. Ваниным)
- 1939 — «Профессор Полежаев» Л. Н. Рахманова
- 1940 — «Лгун» К.Гольдони

### Театр Нижнего Новгорода
- 1949 — «20 лет спустя» М. А. Светлова

## Сочинения
- Первый рабочий театр Пролеткульта. М., 1930
- Художники театра за 15 лет. М., 1933